# Viale dei Cosmonauti
Viale dei Cosmonauti (in russo аллея Космонавтов? - alleja Kosmonavtov) è un'ampia strada pedonale nella Mosca nord-orientale che unisce il Museo dei Cosmonauti e il monumento ai conquistatori dello spazio alla stazione della metropolitana di VDNCh.
Lungo il viale alberato sono presenti monumenti scultorei dedicati a importanti figure del programma spaziale sovietico.

## Monumenti
- Yuri Gagarin
- Valentina Tereshkova
- Pavel Belyayev
- Alexey Leonov
- Vladimir Komarov
- Valentin Glushko
- Mstislav Keldysh
- Sergey Korolyov
- Konstantin Tsiolkovsky